# Sveti red
Sveti red je sakrament u većini kršćanskih crkava kojim se podjeljuje posebna služba u Crkvi. U ovom članku je opisan sakrament reda kako ga shvaća Katolička crkva, no razlike nisu velike.
Svetim redom dobivaju se određene službe u Crkvi koje je ustanovio Krist koje vjernik ne može imati bez tog sakramenta. Mogu ga primiti samo kršteni muškarci. Vjernici koji su primili sveti red spadaju u kler, osim ako nisu kažnjeni otpuštanjem iz kleričkog staleža. Ali i u tom slučaju red ostaje jer on utiskuje trajni biljeg kao i krštenje, te se ne može izbrisati ili ponoviti.
Podjeljuje se tako da biskup položi ruke na primatelja reda i izgovori odgovarajuću molitvu.
Postoje tri razine svetog reda:
- đakonat,
- prezbiterat,
- biskupstvo.

Redovito se razine dobivaju gornjim redom jedna za drugom. Viši red uključuje svu službu nižeg reda, čak i ako se direktno podjeljuje.
Samo red biskupstva uključuje puninu službe u Crkvi, što uključuje i mogućnost da se redi druge. Sveti red se dakle prenosi s osobe na osobu, počev od 12 apostola. Ta linija do prvih apostola naziva se apostolsko nasljeđe.
Svaki biskup valjano redi za sve tri razine, ali da bi zaredio drugoga za biskupa mora imati nalog pape. Ovdje se najbolje očituje razlika valjanosti i dopuštenosti dijeljenja sakramenta koja je prisutna i kod ostalih sakramenata: biskup bez papinog naloga valjano dijeli red biskupstva, tj. ovaj drugi je zaista biskup nakon toga, ali takav postupak je najstrože zabranjen i kažnjava se unaprijed izrečenim izopćenjem za obojicu.
Prvenstvena služba prezbitera (svećenika) je služiti euharistiju. Pored toga, samo oni mogu dijeliti i sakrament pomirenja. Zbog te dvije službe veoma su važni u Crkvi. U Latinskoj crkvi (Zapadnoj crkvi) svećenici moraju živjeti u celibatu, dok u istočnim katoličkim crkvama, kao i u pravoslavlju mogu biti oženjeni. Ipak, ženidba se nigdje ne može primiti poslije svetog reda, samo obrnuto.
Služba đakona je pomagati svećenicima u raznim službama. Do sada je u praksi predstavljala samo prijelazni stadij prije primanja svećeničkog reda, ali u novije se vrijeme zbog nedostatka svećenika uvodi služba trajnih đakona koji mogu biti oženjeni.